# Жино, Этьенн
Этьенн Жино (фр. Étienne Ginot; 22 марта 1901 года, Сент-Этьен — 2 ноября 1978 года, Париж) — французский альтист. Изредка играл также на виоль д’амур.
Учился в Сент-Этьене, затем окончил Парижскую консерваторию по классу Мориса Вьё. В 1923—1940 гг. солист Оркестра Ламурё, в 1940—1945 гг. играл в Парижском инструментальном квинтете. С 1925 г. играл также в оркестре Опера-комик. Профессор Парижской консерватории с 1951 года; среди его учеников Брюно Паскье.
Автор многочисленных аранжировок для альта (концерты Дж. Б. Виотти, Пьера Роде и др.) и учебного пособия «Новый метод начального обучения на альте» (фр. Méthode nouvelle dʹinitiation à lʹalto; 1962, английский и немецкий переводы). Среди оставленных Жино записей — Соната для флейты, альта и арфы Клода Дебюсси (с Марселем Муазом и Лили Ласкин).
Этьенну Жино посвящён второй из Двадцати этюдов Мориса Вьё (каждый из двадцати посвящён одному из учеников профессора).